# Julie Billiart
Marie Rose (Julie) Billiart (Cuvilly, 12 juli 1751 – Namen, 8 april 1816) was een Franse non en congregatiestichtster. Billiart was de eerste algemeen overste van de Zusters van Onze-Lieve-Vrouw van Namen en zij werd in 1969 door paus Paulus VI heilig verklaard. Haar naamdag valt op 8 april.

## Levensloop

### Eerste periode
Billiart werd geboren in Cuvilly, een dorp gelegen ten noorden van de Franse stad Compiègne, waar haar ouders een kleine kruidenierszaak hadden. Zij was het zevende kind van in totaal negen kinderen en volgde les in het dorpsschooltje waar haar oom directeur was. Zij stond als kind al bekend om haar gelovigheid, op de leeftijd van acht jaar legde ze de teksten van de catechismus reeds uit aan haar leeftijdsgenootjes en zij legde op de leeftijd van 14 jaar een gelofte van kuisheid af. Om het gezin te helpen in het levensonderhoud ging Billiart reeds vroeg helpen bij de boeren uit de omgeving.
Haar leven veranderde drastisch toen Billiart in 1774 een trauma opliep als gevolg van een schietincident. Zij besloot hierna haar leven te wijden aan God en het gebed waarbij ze een grote steun vond in de pastoor van het dorp. Acht jaar later, in 1782, werd zij het slachtoffer van een slechte medische behandeling van een infectieziekte. Zij raakte stilaan verlamd en moest het bed houden. Zij bleef zich, ondanks haar lichamelijke handicap, inzetten voor de parochiegemeenschap en gaf in haar huis aan de kinderen van het dorp die zich voorbereidden op hun eerste communie catecheseonderricht.
Tijdens de Franse Revolutie had de pastoor van het dorp de eed van trouw niet ondertekend en diende hij te vluchten. Billiart miste haar geestelijke leider en verdedigde hem, waardoor zij eveneens diende te vluchten. Zij dook onder en moest in twee jaar tijd vijfmaal verhuizen. In Bettencourt, waar zij een onderkomen vond in het kasteel, verzamelde ze een groep van 18 vrouwen, waarvan een deel ontsnapt was aan de Terreur, rondom haar. Zij gaf vorming aan deze vrouwen die zich rond haar bed verzamelden om een leven te gaan leiden in dienst van God en de armen. Billiart had even voordien een visioen ontvangen waarbij zij de opdracht had gekregen om aan de arme kinderen goed onderwijs te laten verstrekken door vakbekwame gelovige onderwijzeressen.

### Congregatiestichting

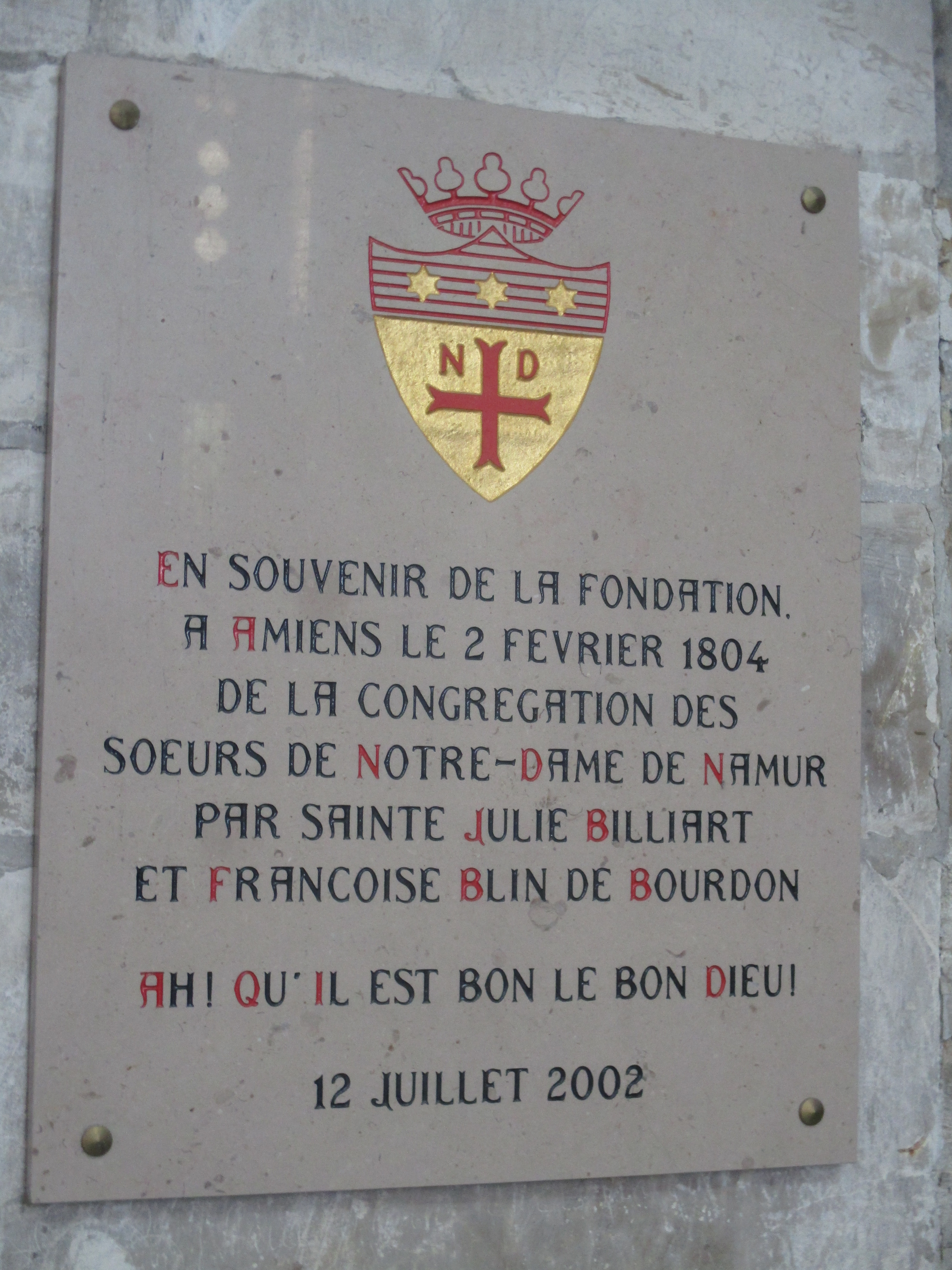
Gedenkplaat congregatiestichting in de kathedraal van Amiens.

Om haar visioen ten uitvoer te kunnen brengen stelde Billiart in 1803 aan de bisschop van Amiens voor om een nieuwe congregatie op te richten. De Zusters van Onze-Lieve-Vrouw zouden zich bekommeren om de arme kinderen. Hierbij kreeg Billiart de steun van Françoise Blin de Bourdon, de enige overgeblevene van de groep van 18 en die haar bijstond, en pater Joseph Varin van de Paters van het Geloof die haar hielp in haar administratieve taken en haar nieuwe geestelijke leider was geworden. Op 1 juni 1804, het feest van het Heilig Hart, was Billiart na het bidden van een noveen plots verlost van haar verlamming.
Op 15 oktober 1804 legden vier vrouwen, waaronder Billiart en Blin de Bourdon de kloostergeloften af in de nieuwe congregatie, die op 2 februari van dat jaar opgericht was. Billiart werd de eerste algemeen overste en in het begin werd de nadruk vooral gelegd op de opleiding van onderwijzeressen. Op 19 juli 1806 werden Zusters van Onze-Lieve-Vrouw erkend bij Keizerlijk Decreet. Op dat moment telde de orde een dertigtal leden. De eerste kloosters en scholen werden in Picardië (Montdidier, 1807) en de Zuidelijke Nederlanden (Sint-Niklaas, 1806 en Namen, 1807) opgericht. Nadat pater Varin opgevolgd was door een nieuwe biechtvader, pater de Sambucy die totaal andere inzichten had in verband met de toekomst van de nieuwe congregatie, kwam het tot een botsing tussen enerzijds Billiart en Blin de Bourdon en anderzijds de bisschop van Amiens, die een medestander was van de nieuwe biechtvader. In 1809 kregen zij het bericht om het bisdom te verlaten.

### Zusters van Onze-Lieve-Vrouw van Namen
Op uitnodiging van de bisschop van Namen, Pisani de la Gaude, installeerde Billiart het moederhuis van haar orde in Namen. Zij genoot ten volle de steun van de bisschop en van hieruit begon de congregatie, die de naam Zusters van Onze-Lieve-Vrouw van Namen aangenomen had, nieuwe kloosters en scholen in Picardië en de Zuidelijke Nederlanden op te richten in Jumet en Rubempré (1808), Saint-Hubert (1809), Gent (1809 en 1810), Zele (1811), Andenne en Gembloers (1813) en Fleurus (1814) . Bisschop De Broglie van Gent getuigde over haar dat zij meer zielen had gered door haar geestesleven in vereniging met God dan door haar apostolische activiteiten.
In december 1815 diende Billiart na een zware val het bed te houden. Vanaf januari 1816 begon haar gezondheid af te zwakken en zij stierf op 8 april van dat jaar op 64-jarige leeftijd in het klooster van Namen. Zij werd in de kloosterkapel begraven. Het was Françoise Blin de Bourdon die haar als algemeen overste opvolgde. Na haar dood zou de congregatie zich wereldwijd verspreiden, eerste in Nederland en Duitsland en nog later eveneens in de Verenigde Staten.

## Heiligverklaring en eerbetoon

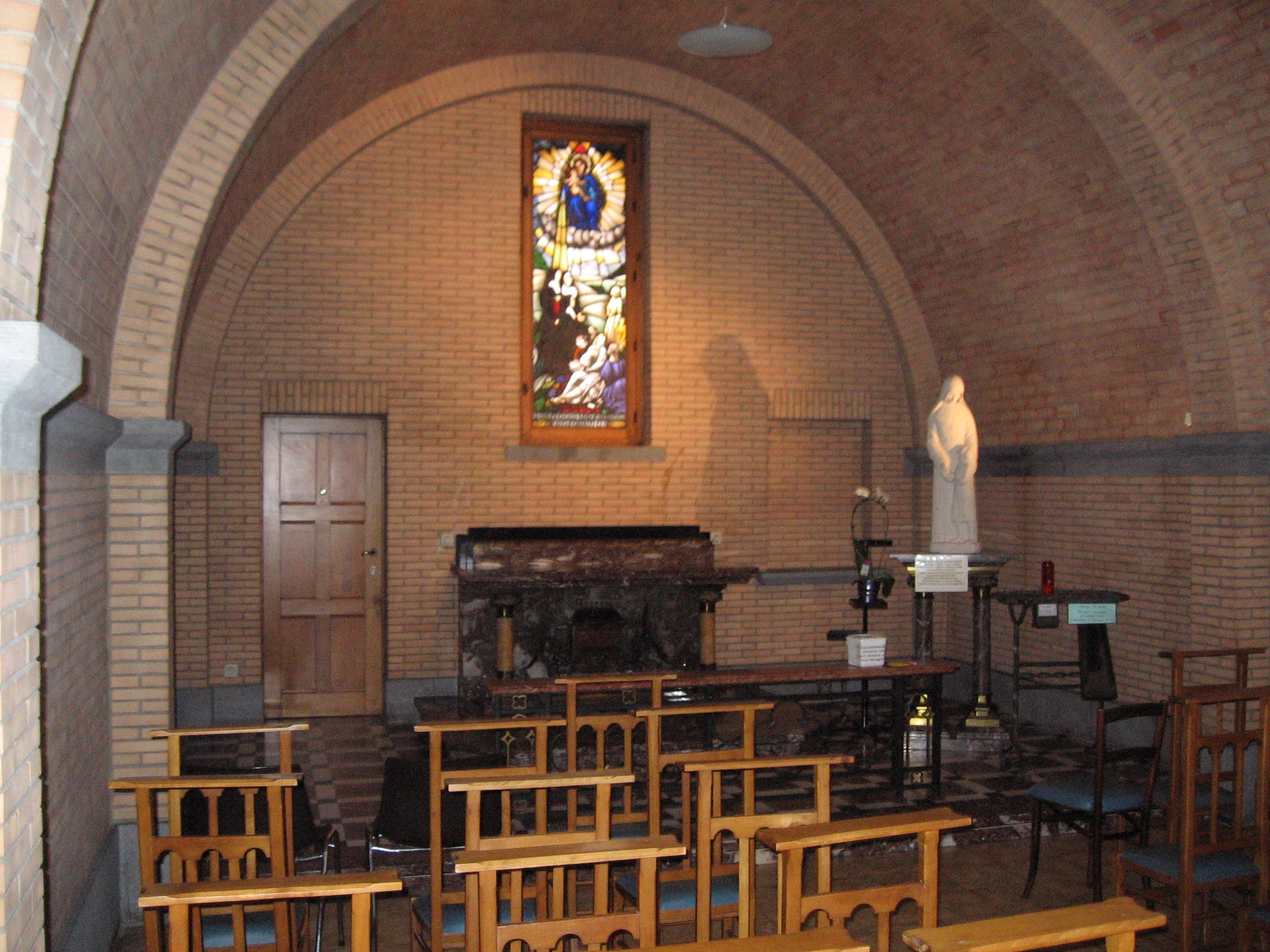
Binnenzicht in de openbare kapel te Namen die haar naam draagt

Het proces van haar zaligverklaring begon in 1881. Op 13 mei 1906 werd ze door Paus Pius X zalig verklaard. De heiligverklaring volgde op 22 juni 1969 door Paus Paulus VI. In zijn motivering verklaarde hij dat Julie Billiart een treffende overeenkomst had met het beeld van de Zoon van God met talrijke voorbeelden van de christelijke deugd. Haar naamdag valt op haar sterfdag, namelijk 8 april.
De straat te Namen waar het moederhuis nog steeds gelegen is, werd in 1932 naar haar vernoemd. Na haar zaligverklaring in 1906 was er in Namen nood ontstaan aan een openbare bidplaats ter ere van haar. In 1930 werd een eerste kapel geopend maar deze werd tijdens de Tweede Wereldoorlog volledig verwoest. In 1953 werd in de straat waar het moederhuis gelegen is een nieuwe bidkapel geopend.
Talrijke scholen, vooral in België en de Verenigde Staten, werden na haar dood naar haar vernoemd. Ook de katholieke kerk van Hamilton in de Amerikaanse staat Ohio is naar haar vernoemd.
In Nederland is in Wateringen een straat Julialaan naar haar vernoemd.